# Hendelia amerinx
Hendelia amerinx är en tvåvingeart som beskrevs av Lonsdale och Marshall 2008. Hendelia amerinx ingår i släktet Hendelia och familjen träflugor.
Artens utbredningsområde är Fiji. Inga underarter finns listade i Catalogue of Life.